# Lawe Deski I
Lawe Deski I is een bestuurslaag in het regentschap Aceh Tenggara van de provincie Atjeh, Indonesië. Lawe Deski I telt 386 inwoners (volkstelling 2010).